# Nakladatelství Slovart
Slovart je české nakladatelství, které bylo založeno v roce 1994 jako dceřiná společnost slovenského Vydavateľstva Slovart, s.r.o. Zaměřuje se na publikace o umění. Vychází zde překlady rozličných publikací světových nakladatelů (např. Dorling Kindersley, Koenemann, Taschen, Larousse, Gallimard) i monografie českých autorů (Jiří Anderle, Karel Demel, Adolf Born Jan Saudek, Cyril Bouda, Jiří Slíva či Jan Souček a další). Dále vydává populárně naučnou literaturu a rozsáhlé umělecky zpracované publikace (Artoday, Gotika, Renesance, Baroko, Secese, Umění po roce 1900) a knihy pro děti a mládež, které od roku 2012 vycházejí pod značkou nakladatelství Brio.